# Occhi di gatto (serie televisiva)
Occhi di gatto (Cat's Eyes) è una serie televisiva francese del 2024 ideata da Michel Catz e diretta da Alexandre Laurent, basata sul manga Cat's Eye - Occhi di gatto di Tsukasa Hōjō.
La serie è prodotta dallo studio Big Band Story, in co-produzione con Groupe TF1 e Prime Video, ed è stata trasmessa su RTL TVI dal 6 al 27 novembre 2024. L'edizione italiana verrà trasmessa su Rai 2 dal 17 settembre 2025.

## Episodi
| Nº | Titolo   | Prima TV francese | Prima TV italiana |
| -- | -------- | ----------------- | ----------------- |
| 1  | Tamara   | 6 novembre 2024   |                   |
| 2  | Sylia    | 6 novembre 2024   |                   |
| 3  | Alexia   | 13 novembre 2024  |                   |
| 4  | Quentin  | 13 novembre 2024  |                   |
| 5  | Gwen     | 20 novembre 2024  |                   |
| 6  | Prudence | 20 novembre 2024  |                   |
| 7  | Durrieux | 27 dicembre 2024  |                   |
| 8  | Heinz    | 27 dicembre 2024  |                   |

## Produzione

### Sviluppo
Ad aprile 2023 Groupe TF1 ha annunciato la produzione di una serie live-action tratta dal manga Cat's Eye - Occhi di gatto di Tsukasa Hōjō, ambientata però a Parigi.
I produttori, Benjamin Dupont-Jubien e Mehdi Sabbar, hanno ideato la serie nel 2017 e hanno dovuto convincere Tsukasa Hōjō a concedere loro i diritti dell'opera originale. L'autore, avendo apprezzato l'attualizzazione della storia e l'ambientazione parigina, ha autorizzato la produzione e l'ha seguita sia durante la stesura della sceneggiatura, che durante le riprese, per assicurarsi che lo spirito del manga originale basato sulla sinergia di azione, amore e umorismo venisse mantenuto. Ha inoltre imposto alla sceneggiatura di attenersi al manga originale per quanto riguarda la caratterizzazione del trio "Occhi di gatto", onesto nello spirito e autore di furti che riguardano esclusivamente le opere del padre delle ragazze.
La serie è stata prodotta da Big Band Story, Groupe TF1 e Prime Video con un budget di 25 milioni di euro.
Per adattare la serie al pubblico francese, sono stati mantenuti sia i nomi dei personaggi utilizzati nel doppiaggio francese della serie anime del 1983, sia la sigla francese della serie animata Signé Cat's Eyes, ricantata da Anne Sila.
Nel febbraio 2025 è stata annunciata la produzione della seconda stagione.

### Cast
Le interpreti delle tre protagoniste, annunciate a giugno 2023, sono Camille Lou, Constance Labbé e Claire Romain. In questa serie Camille Lou è alla sua terza collaborazione con il regista Alexandre Laurent, dopo Destini in fiamme e Le combattenti.
Il cantante Mohamed Belkhir, noto con lo pseudonimo MB14, si è unito al cast nel ruolo di Quentin Chapuis tramite la conoscenza del suo manager e il direttore del casting. Nell'ottobre 2023 vengono annunciati i ruoli di Hélène Durieux e Prudence, interpretate rispettivamente da Carole Bouquet ed Élodie Fontan. Quest'ultima aveva già interpretato Laura Marconi in Nicky Larson et le parfum de Cupidon, lungometraggio francese del 2018 basato su City Hunter, un altro titolo manga di Tsukasa Hōjō.

### Riprese
Le riprese della prima stagione sono state eseguite a partire dall'ottobre 2023 nell'Île-de-France, principalmente a Parigi. Sono state girate scene alla Torre Eiffel, al Museo del Louvre, al Museo Guimet, alla Monnaie de Paris e alla reggia di Versailles. Inizialmente le riprese sarebbero dovute protrarsi fino alla primavera dell'anno seguente, tuttavia per non sovrapporsi ai preparativi per i Giochi della XXXIII Olimpiade le riprese nei monumenti principali della città sono state anticipate.
Le scene sulla Torre Eiffel del primo episodio sono state girate interamente di notte e nella metà dei giorni inizialmente previsti, con due squadre di produzione che hanno seguito contemporaneamente Camille Lou e la sua controfigura Chloé Henry.
La prima sceneggiatura del furto eseguito al Louvre è stata respinta dai funzionari del museo, che hanno poi collaborato per la sua riscrittura. Come dichiarato dal regista, per motivi di sicurezza non si volevano mostrare i reali passaggi segreti che collegano le stanze del museo, pertanto la versione definitiva della scena riporta dei percorsi volutamente sbagliati con un apposito montaggio delle riprese.
Le riprese della seconda stagione sono iniziate a maggio 2025.

## Promozione
Il primo trailer della serie è stato diffuso da Groupe TF1 durante il Japan Expo 2024.

## Distribuzione
La serie è stata trasmessa in lingua francese in prima visione sulla rete belga RTL TVI dal 6 al 27 novembre 2024. È stata poi trasmessa in Svizzera su RTS 1 e Play RTS dall'8 novembre 2024 e in Francia su TF1 dall'11 novembre al 9 dicembre 2024. In Italia verrà trasmessa su Rai 2 dal 17 settembre 2025.

## Accoglienza
La prima trasmissione della serie in Francia ha avuto riscontri positivi. Il primo episodio è stato visto da 6,7 milioni di telespettatori, e l'intera serie ha registrato una media di 5,3 milioni di spettatori per ogni episodio e uno share medio del 24%.